# Tamarix aphylla
Espèce
Classification phylogénétique
Tamarix aphylla est une espèce de petit arbre du genre Tamarix et de la famille des tamaricacées. L’espèce a différents noms communs, y compris les tamaris Athel, arbre Athel, Athel pin et saltcedar. C’est un arbre à feuilles verte persistantes, originaire de l'Afrique du Nord, de l'Est et centrale, à travers le Moyen-Orient et dans certaines parties de l’Ouest et l’Asie du Sud.
Synonyme non accepté par ITIS et par GRIN : Tamarix articulata Vahl.

## Répartition
Tamarix aphylla se trouve le long de cours d’eau dans les zones arides. Il est très résistant aux sols salins et alcalins. La portée latitudinale varie de 35 N à 0 N et il varie entre Maroc et l’Algérie en Afrique du Nord vers l’est vers l’Égypte et le sud de la corne de l’Afrique et au Kenya. Il se trouve dans le Moyen-Orient et la péninsule arabique, à l’est par l’Iran et en Inde, au Pakistan et en Afghanistan.

## Description
Tamarix aphylla pousse comme un arbre jusqu’à 18 mètres de haut. Les feuilles minuscules sont alternativement disposées le long des branches et exsudent de sel, qui peut former une couche en croûte à la surface et couler sur le sol. L’espèce peut se reproduire par semis ou par drageonnement.